# Стефания Сандрели
Стефания Сандрели (на италиански: Stefania Sandrelli) e италианска киноактриса. 

## Биография
Артистичната си кариера започва като танцьорка и победителка в конкурси за красота още на 15 години. Започва да се снима в киното през 1961 г. В България е най-известна с ролята си на Джема от италиано-българския филм „Любовницата на Граминя“. Омъжена е за италианския певец Джино Паоли. Имат дъщеря Аманда Сандрели, която е също киноактриса.

## Избрана филмография
| година | филм                                | оригинално заглавие                   | роля               | режисьор             |
| ------ | ----------------------------------- | ------------------------------------- | ------------------ | -------------------- |
| 1961   | Нощна младеж                        | Gioventù di notte                     | Клаудиа            | Марио Секуи          |
| 1961   | Развод по италиански                | Divorzio all’italiana                 | Анджела            | Пиетро Джерми        |
| 1964   | Прелъстена и изоставена             | Sedotta e abbandonata                 | Агнесе Аскалоне    | Пиетро Джерми        |
| 1965   | Познавах я добре                    | Io la conoscevo bene                  | Адриана Астарели   | Антонио Пиетранджели |
| 1966   | Нежният мошеник                     | Tendre voyou                          | Вероник            | Жан Бекер            |
| 1968   | Партньор                            | Partner                               | Клара              | Бернардо Бертолучи   |
| 1969   | Любовницата на Граминя              | L’amante di Gramigna                  | Джема              | Карло Лицани         |
| 1970   | Бранкалеоне на кръстоносен поход    | Brancaleone alle Crociate             | Тибурция ди Пелоче | Марио Моничели       |
| 1970   | Конформистът                        | Il conformista                        | Джулия Клеричи     | Бернардо Бертолучи   |
| 1974   | Обичахме се толкова много           | C’eravamo tanto amati                 | Лучана Дзанон      | Еторе Скола          |
| 1976   | Питон-357                           | Police Python 357                     | Силвия Леопарди    | Ален Корно           |
| 1976   | Сватбено пътешествие                | Le voyage de noces                    |                    |                      |
| 1976   | Чародейците                         | Les Magiciens                         | Силвия             |                      |
| 1976   | Двадесети век                       | Novecento                             | Анита Фоски        | Бернардо Бертолучи   |
| 1976   | Няколко странни случая (Асансьорът) | Quelle strane occasioni (L'ascensore) | Донатела           | Луиджи Коменчини     |
| 1986   | Да се надяваме, че ще е момиче      | Speriamo che sia femmina              | Лори Самуели       | Марио Моничели       |
| 1987   | Семейството                         | La famiglia                           | Беатриче           | Еторе Скола          |
| 1990   | Африканката                         | L’Africana                            | Ана                | Маргарет фон Трота   |
| 1996   | Открадната красота                  | Io ballo da sola                      | Ноеми              | Бернардо Бертолучи   |
| 2001   | Последната целувка                  | L’ultimo bacio                        | Ана                | Габриеле Мучино      |

## Награди
- Давид на Донатело (1989, 2001, 2002)
- На 10 септември 2005 г., на 62-рия филмов фестивал във Венеция е удостоена със „Златен лъв“ за цялостен принос към световното кино.